# Sherard Osborn Cowper-Coles
Sherard Osborn Cowper-Coles (East Harting, 8 ottobre 1866 – 9 settembre 1936) è stato un inventore inglese, conosciuto soprattutto in quanto inventore del procedimento di sherardizzazione per la protezione dei metalli.

## Biografia
Cowper-Coles era figlio del capitano della Royal Navy Cowper Phipps Coles, che inventò la torretta girevole per i cannoni navali.
Educato da istitutrici, nonostante mancasse di solida cultura scientifica, realizzò varie invenzioni nella sua bottega-laboratorio di casa a Sunbury-on-Thames, dove lavorava insieme a numerosi assistenti.
Queste, raramente perseguite con sistematicità, spaziavano da processi elettrolitici per realizzare lamine di rame e riflettori parabolici a processi per intarsiare e decorare superfici metalliche.
La scoperta della sherardizzazione avvenne per caso a fine '800, mentre stava ricuocendo acciai che aveva cosparso di polvere di zinco per isolarli dall'aria.
Il metallo fu infine scoperto ricoperto di un sottile strato di zinco con una certa penetrazione superficiale. Il primo brevetto per il processo fu depositato nel 1900 e posteriormente furono venduti i diritti americani, fondando nel 1908 una compagnia per controllarli.
Allestì quindi una fabbrica nel Chelsea (Londra) per sviluppare il processo al punto da poterlo portare a scala commerciale in una fabbrica in Willesden, dove viene ancora oggi praticata dalla Zinc Alloy Company (London) Ltd.